# Revbînți, Ciornobai
Revbînți (în ucraineană Ревбинці) este o comună în raionul Ciornobai, regiunea Cerkasî, Ucraina, formată numai din satul de reședință.

## Demografie
Componența lingvistică a comunei Revbînți
     Ucraineană (98,59%)
     Rusă (1,06%)
Conform recensământului din 2001, majoritatea populației comunei Revbînți era vorbitoare de ucraineană (98,59%), existând în minoritate și vorbitori de rusă (1,06%).